# The Bravery
The Bravery est un groupe américain de rock originaire de New York formé fin 2003.

## Historique
Leur premier album intitulé The Bravery sort en 2005 et leur second album The Sun And The Moon en 2007. Leur musique est inspirée par celle de Duran Duran, Joy Division, des Cure ou encore de Depeche Mode, dont le groupe a d'ailleurs assuré la première partie pour leur tournée européenne 2006. Ils sont considérés comme les principaux rivaux des Killers de Las Vegas, leurs musiques se ressemblant beaucoup. Mais The Bravery a un son plus dancefloor alors que les Killers sont plus rock.

## Membres
- Sam Endicott (chant, guitare)
- Michael Zakarin (guitare, chœurs)
- Mike Hindert (basse, chœur)
- John Conway (claviers, chœur)
- Anthony Burulcich (batterie, chœurs)

## Discographie

### EP
- 2004 : Unconditional

### Albums
- 2005 : The Bravery
- 2007 : The Sun And The Moon
- 2009 : Stir The Blood

### Singles
- 2005 : An Honest Mistake
- 2005 : Fearless
- 2005 : Unconditional
- 2007 : Time Won't Let Me Go
- 2009 : Slow Poison

## Jeux vidéo
- Le titre Swollen Summer est présent dans Gran Turismo 4.
- Un remix de la musique An Honest Mistake par Superdiscount est présent dans Burnout Revenge (2005).
- Le titre Unconditional est présent dans Tony Hawk American Wasteland.
- Le titre Ours est présent dans Shift 2: Unleashed (2011).
- Le titre Believe est présent dans Band Hero.
- Le titre This is not the end est présent dans APB: Reloaded.

## Autres
- Le titre Ours (2011) est présent sur l'album The Twilight Saga: Eclipse (Soundtrack).
- I am your skin apparait dans le 17e épisode de la troisième saison de la série télévisée Chuck.
- Le titre Believe apparait dans le 2e épisode de la première saison de Gossip Girl.
- Les titres Time won't let me go et Above and below sont utilisés dans la bande originale du film Never Back Down.
- Le titre Time won't let me go est utilisé dans l'épisode 5 de la saison 5 de la série Las Vegas et dans l'épisode 1 dans la saison 1 de Gossip Girl.
- Le titre An honest mistake est utilisé dans le film Detention.